# Sisymbrella
Sisymbrella es un género de plantas fanerógamas de la familia Brassicaceae. Comprende cuatro especies descritas y de estas, solo 2 aceptadas.

## Taxonomía
El género fue descrito por Édouard Spach y publicado en Histoire Naturelle des Végétaux. Phanérogames 6: 422. 1838.

## Especies aceptadas
A continuación se brinda un listado de las especies del género Sisymbrella aceptadas hasta julio de 2014. Para cada una se indica el nombre binomial seguido del autor, abreviado según las convenciones y usos.	
- Sisymbrella aspera (L.) Spach
- Sisymbrella dentata (L.) O.E.Schulz